# Fort Chambly
Il fort Chambly è un forte situato sulla riva sinistra del fiume Richelieu nella provincia canadese del Québec. Ai piedi delle rapide di Chambly, è una delle più importanti vestigia di architettura militare dei secoli XVII e XVIII; si ispira ai principi per le fortificazioni di Vauban. Indicato National Historic Site of Canada nel 1920, fort Chambly è oggi un luogo di ricordo della storia militare e sociale della valle del Richelieu, nel periodo 1665 - 1760.

## Galleria d'immagini

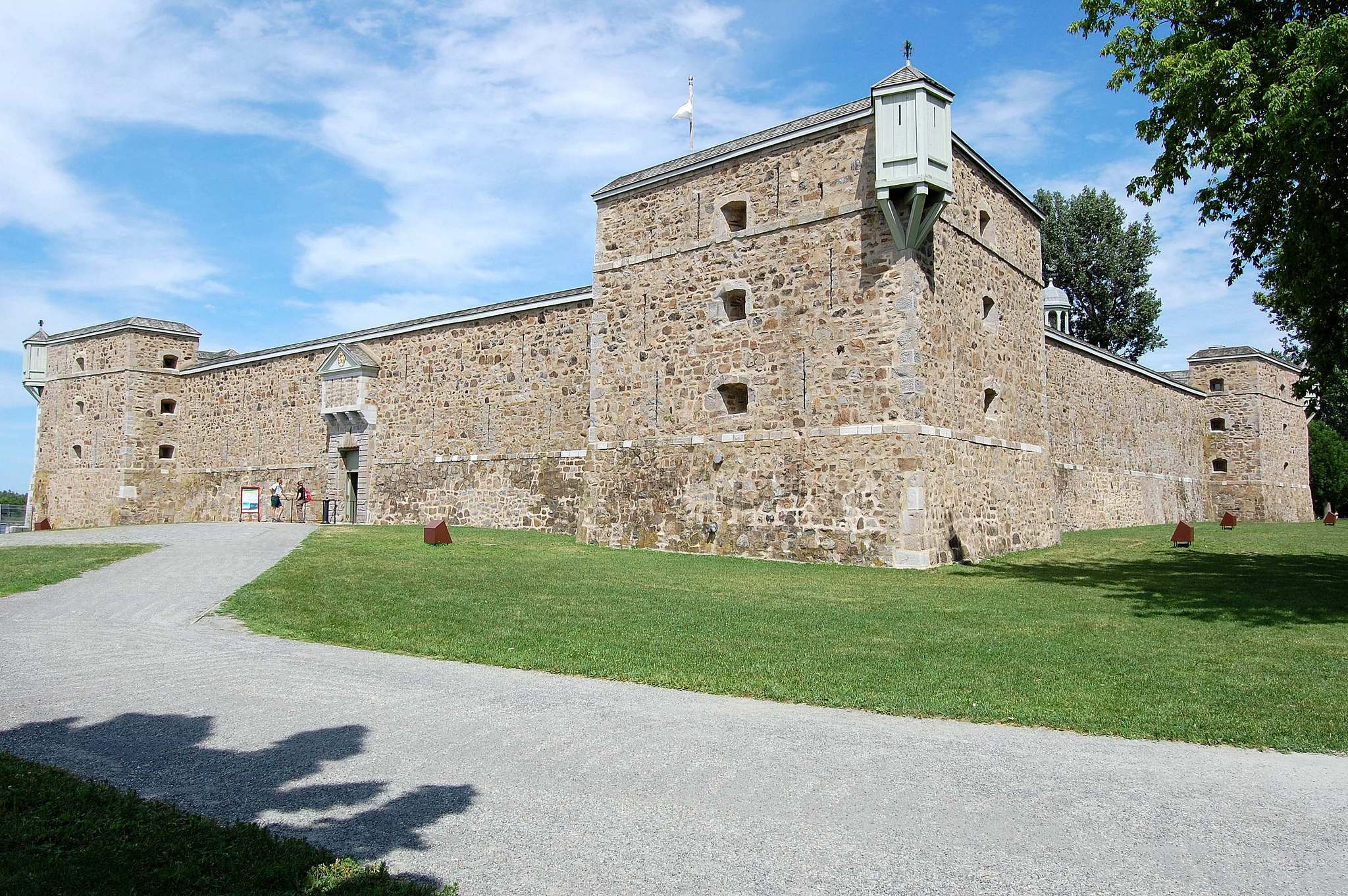
Fort Chambly in estate
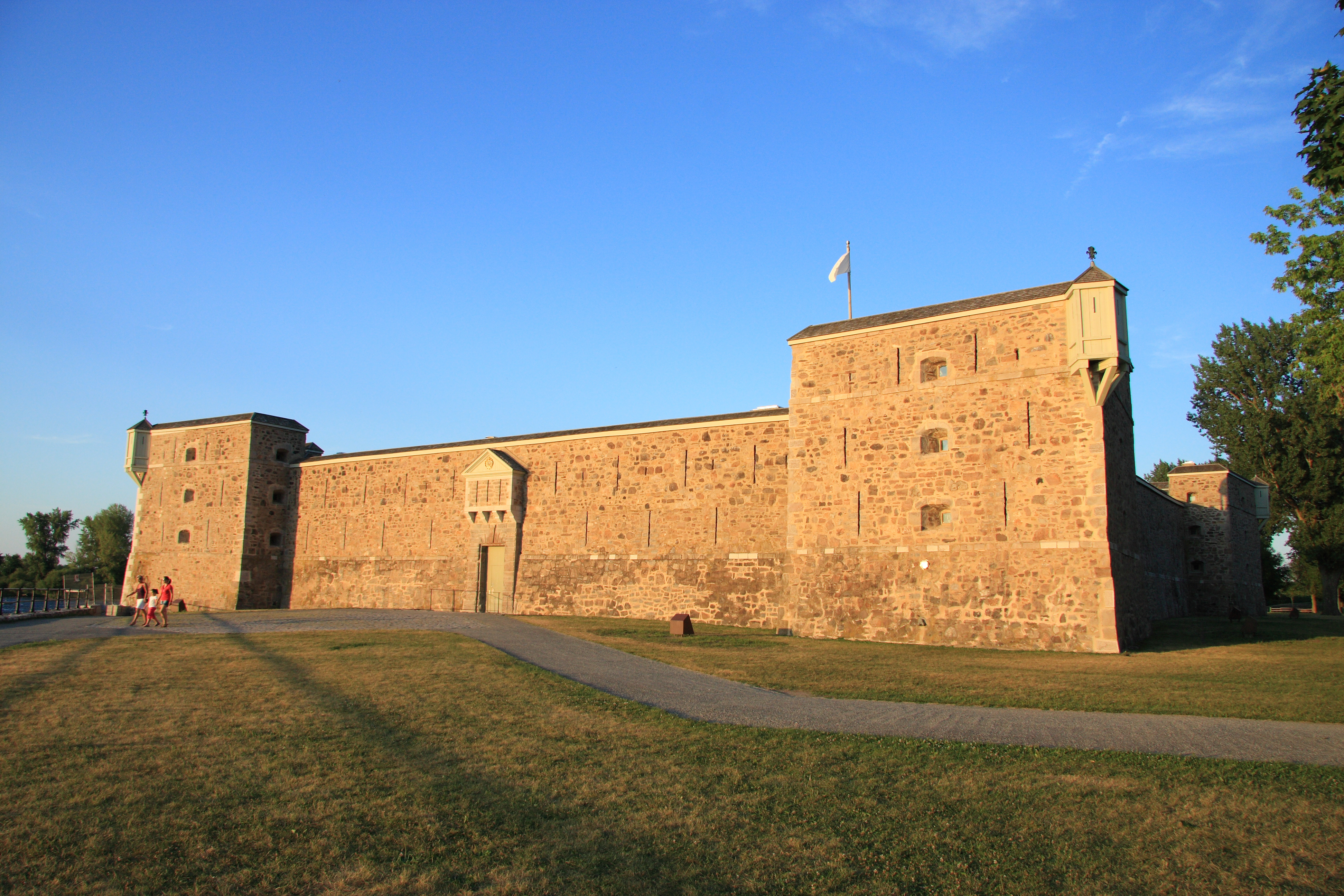
Fort Chambly al tramonto
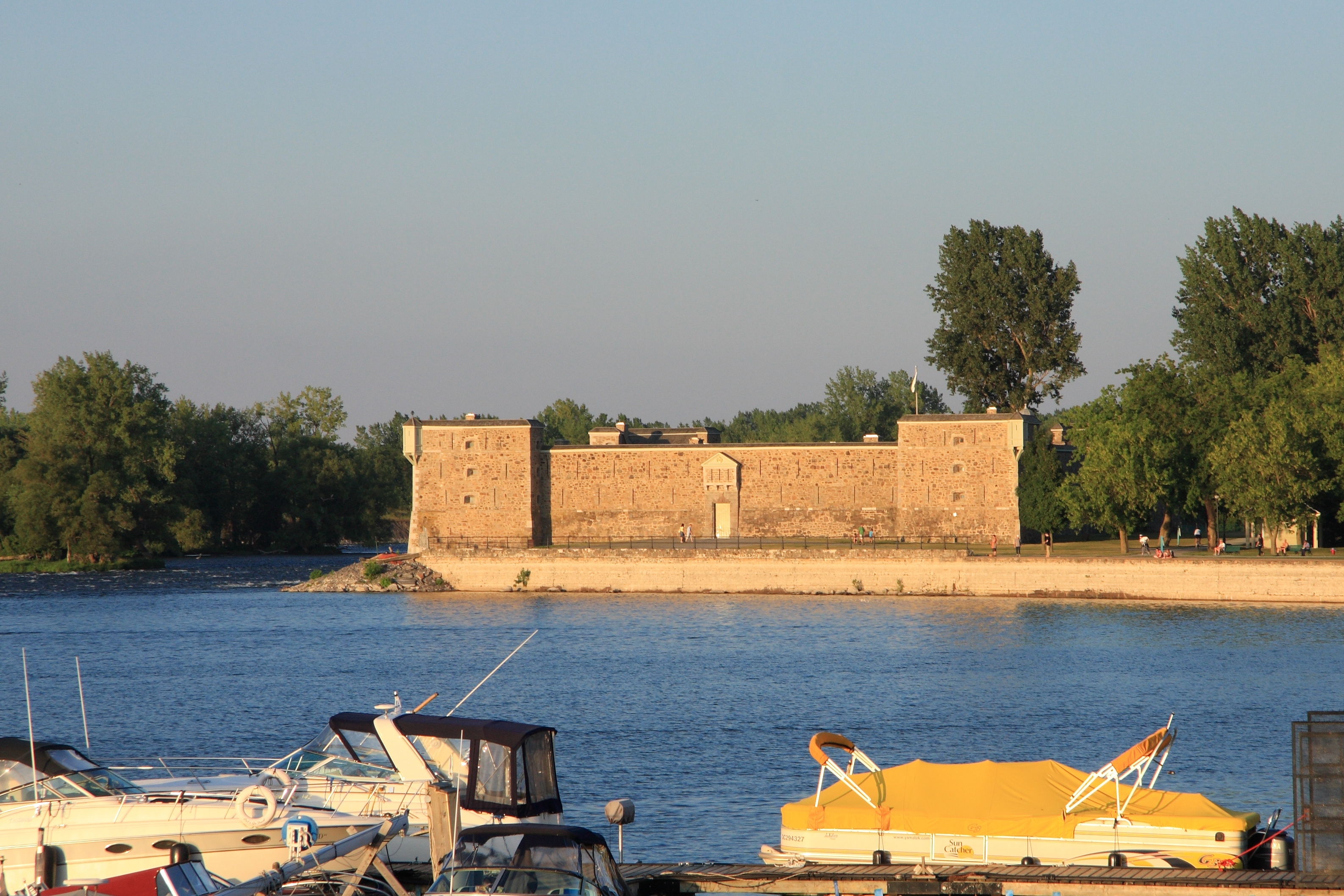
Fort Chambly di gran lunga
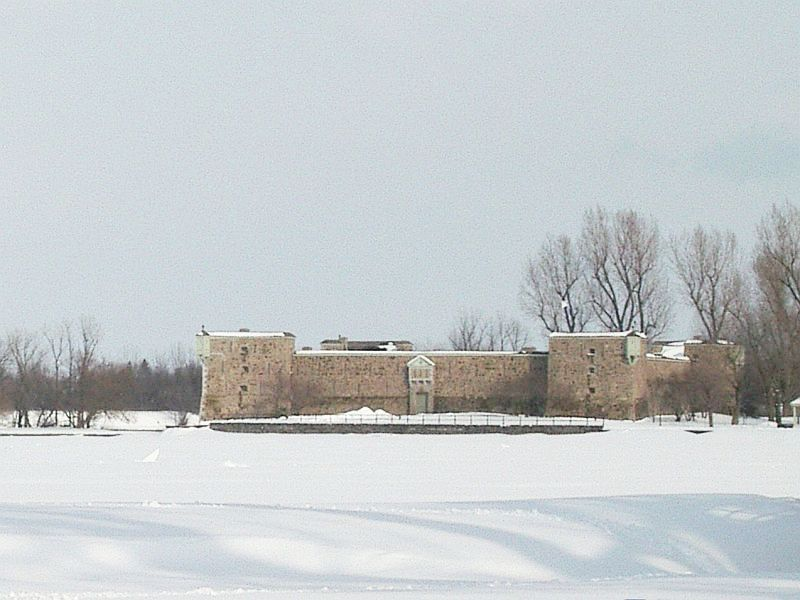
Fort Chambly in inverno
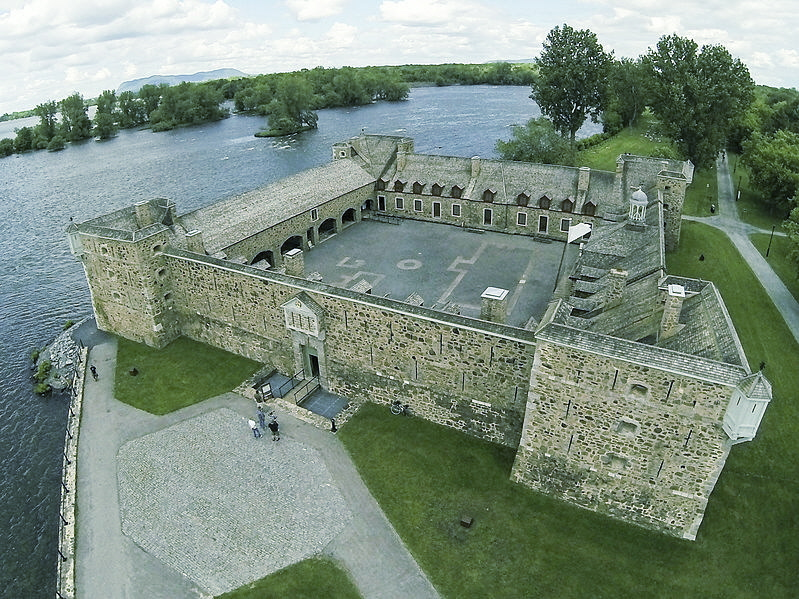
Fort Chambly visto dall'alto
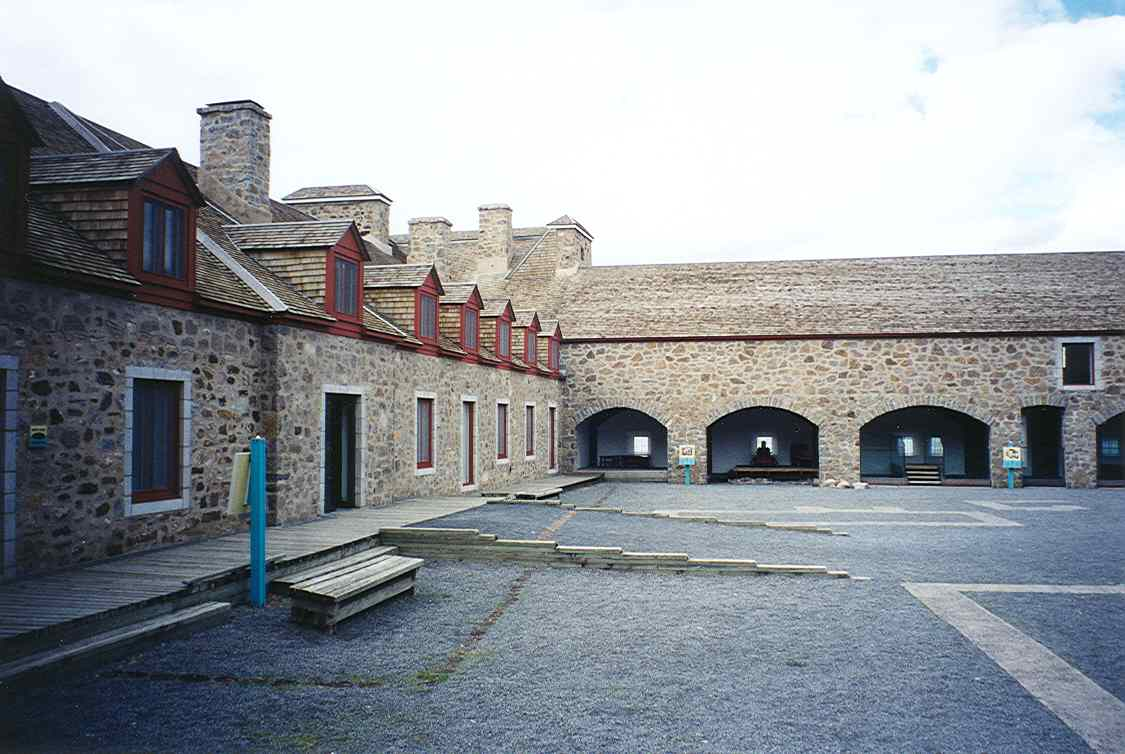
Place d'armes
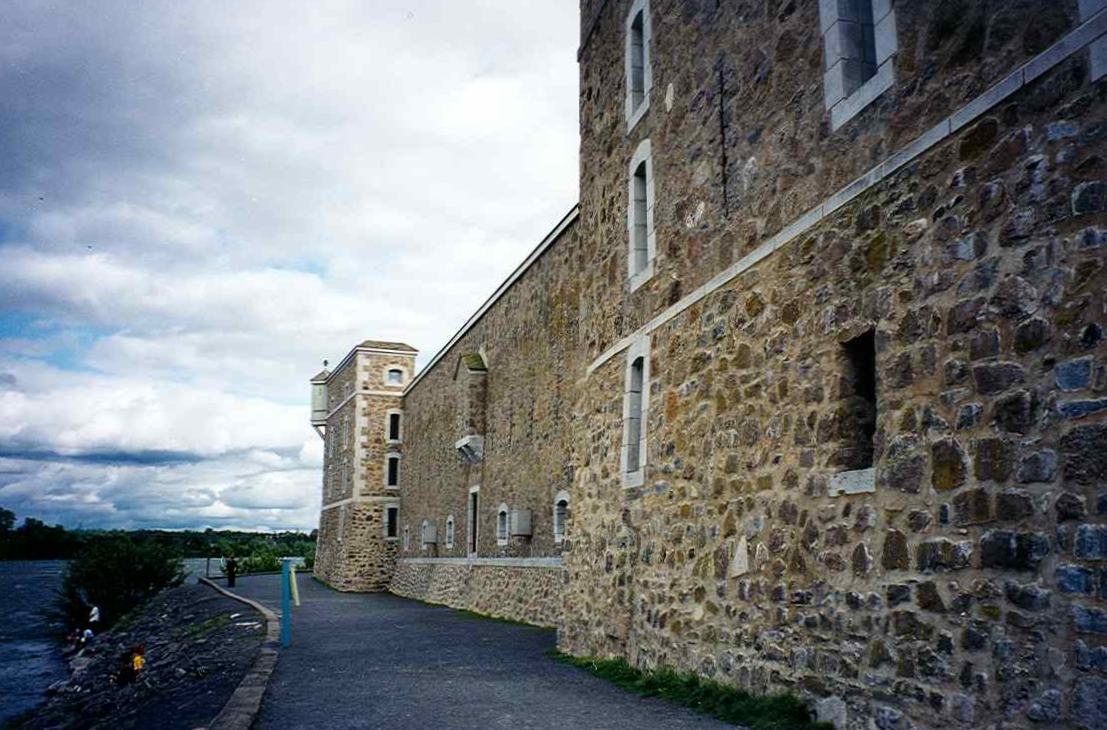
Muro lungo il fiume Richelieu
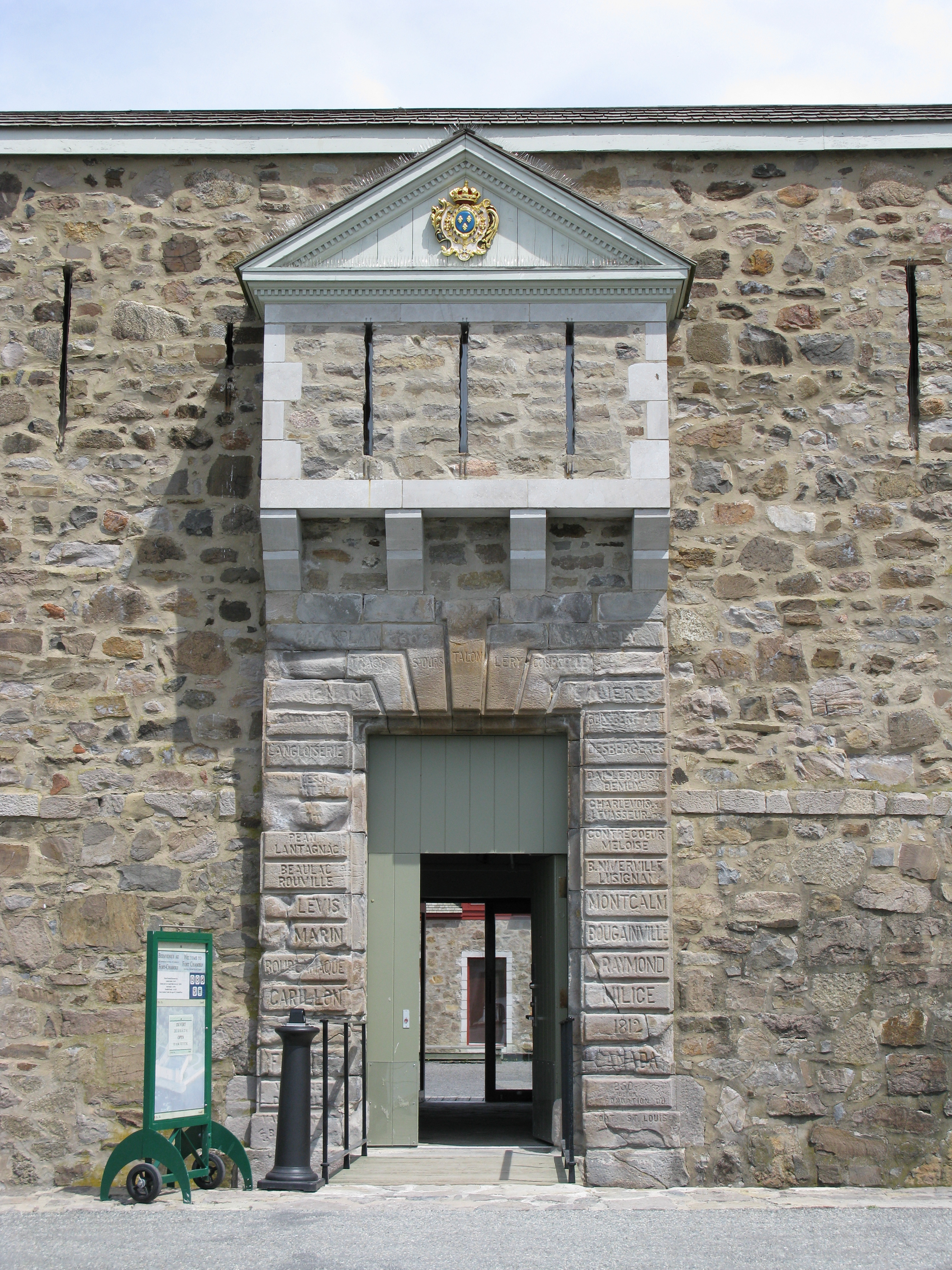
Entrata
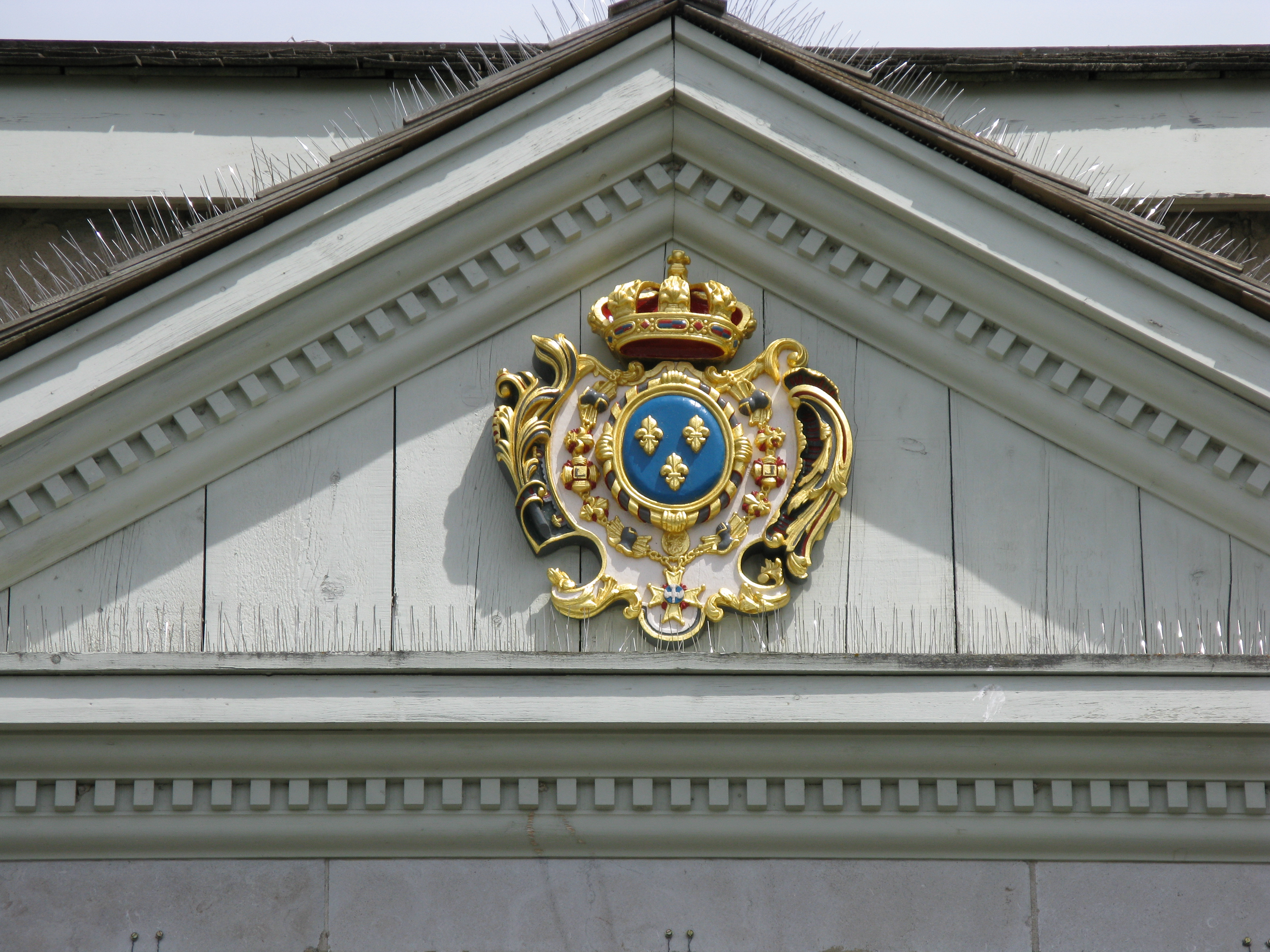
Cappotto delle armi
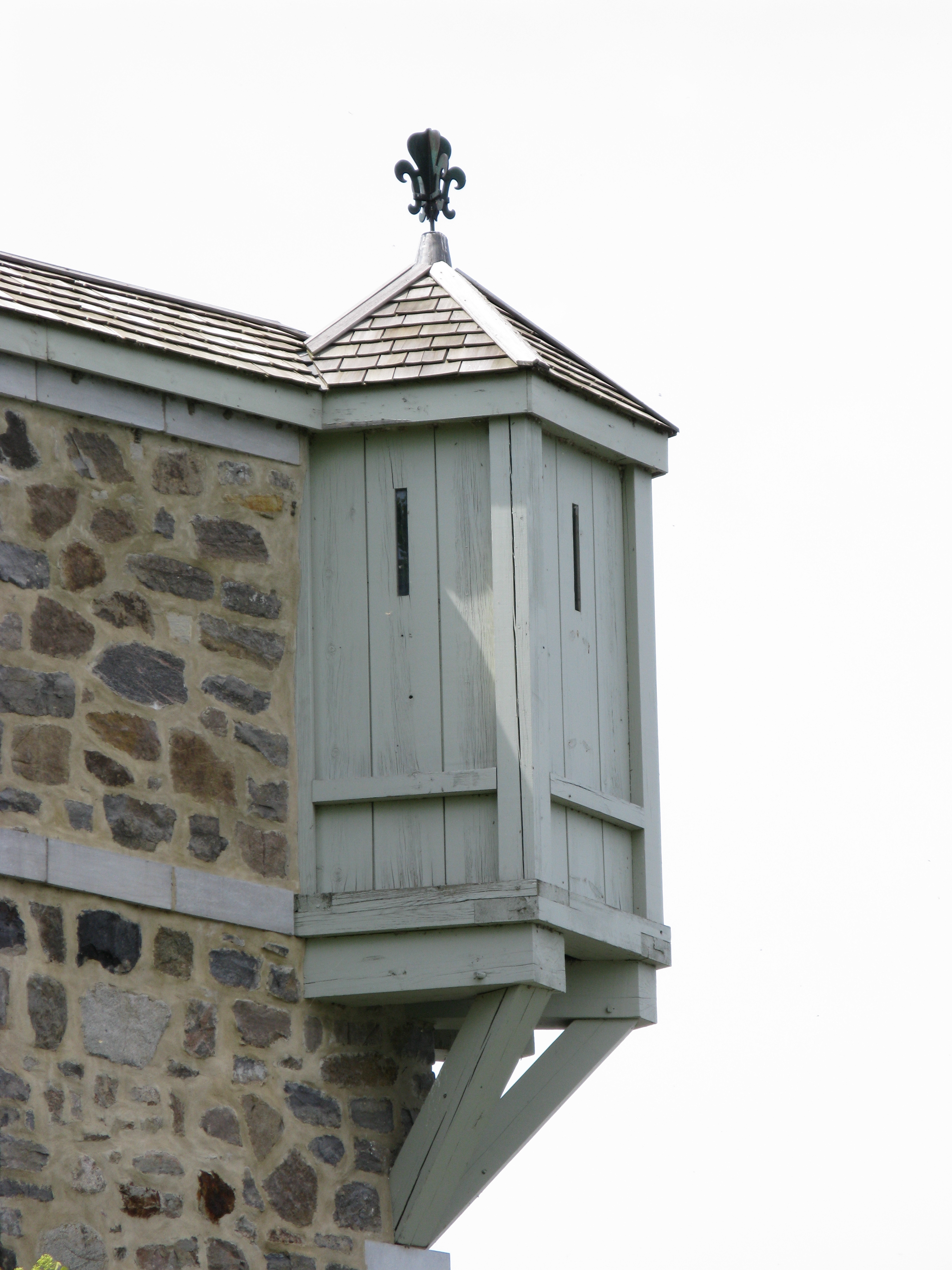
Bertesca